# 1547

## Събития
- 16 януари – Московският велик княз Иван IV се самопровъзгласява за цар на Русия

## Родени
- Мигел де Сервантес, испански романист, драматург и поет
- 24 февруари – Хуан Австрийски, испански военачалник

## Починали
- 19 януари – Хенри Хауард, граф на Съри, Английски поет
- 27 януари – Анна Ягелонина, кралица на Унгария и Бохемия
- 28 януари – Хенри VIII, Крал на Англия
- 25 февруари – Витория Колона, италианска поетеса
- 31 юли – Франсоа I, крал на Франция
- 2 декември – Ернан Кортес, испански конкистадор